# Symeon Kulhawiec
Symeon Kulhawiec (ur. 2 lutego 1882 w Łomazach, zm. 21 lutego 1938 na poligonie Butowo k. Moskwy) – kapłan i święty męczennik prawosławny. 
Urodził się w rodzinie chłopskiej, jako trzylatek stracił ojca. Ukończył szkołę psalmistów i pracował w tym charakterze w jednej z parafii prawosławnych w Białej Podlaskiej. W 1915 uciekł do Rosji, w latach 1917-1922 był milicjantem w Moskwie. Ożenił się wówczas z chłopką Marią Gustarewą. 
Od 1922 ponownie pracował jako psalmista w cerkwi w Dulowie (obwód twerski), a następnie w Orudiewie. W 1930 otrzymał święcenia kapłańskie i objął placówkę duszpasterską w Jakoci (obwód moskiewski). 
18 stycznia 1938 został aresztowany i oskarżony o prowadzenie propagandy antyradzieckiej, po czym 11 lutego skazany na śmierć przez rozstrzelanie. Dziesięć dni później padł ofiarą masowej egzekucji na poligonie Butowo i pochowany w masowym grobie. 30 czerwca 1989 został formalnie zrehabilitowany. 
W sierpniu 2000 Rosyjski Kościół Prawosławny ogłosił go świętym męczennikiem. 